# Майоров Михайло Мусійович
Михайло Мусійович Майоров (при народж. — Меєр Мойсейович Біберман; 10 (22) січня 1890 , село Скородне, Скороднянська сільська рада, Єльський район, Гомельська область, Білорусь — розстріляний 20 січня 1938, Москва) — радянський партійний діяч, 1-й секретар Одеського обкому КП(б)У, нарком постачання УСРР. Член ЦВК СРСР. Член Центральної контрольної комісії ВКП(б) у грудні 1927 — січні 1934 р. Кандидат у члени ЦК КП(б)У в липні — вересні 1918 року і у березні 1919 — березні 1920 р. Член ЦК КП(б)У у вересні — жовтні 1918 року і у квітні 1923 — травні 1924 р. Член Центральної Контрольної Комісії КП(б)У в листопаді 1927 — січні 1934 р. Кандидат у члени Політичного бюро ЦК КП(б)У в січні 1932 — лютому 1933 р.

## Життєпис
Народився в селі Скородне Мінської губернії в родині єврейського ремісника-кравця. Працювати розпочав у 1902 році учнем у кравецький майстерні. Потім працював підмайстром, кравцем-майстром у приватних майстернях Києва, Катеринослава, Саратова.
Член Російської соціал-демократичної робітничої партії (більшовиків) з 1906 року.
У 1906—1912 роках займався революційною діяльністю в Києві, Катеринославі (нині м. Дніпро). Від 1907 року був членом Подільського районного комітету РСДРП(б) міста Києва, працював разом з Дмитром Мануїльським. У 1908 році вперше заарештований, провів три місяці у в'язниці. У 1910 році знову заарештований, півроку пробув в ув'язненні. У 1912 році заарештований в місті Катеринославі. Наприкінці 1912 року відправлений на трирічне заслання до міста Усть-Сисольська Вологодської губернії (нині місто Сиктивкар, Республіка Комі, РФ).
Після відбуття терміну заслання повернувся до Києва, працював у швацькій майстерні. Від 1915 року разом з Лазарем Кагановичем був секретарем Київського комітету РСДРП(б) та одним із організаторів підпільної діяльності більшовиків у Києві. Після провалу підпільної друкарні втік із Києва, переховувався від поліції у місті Царицині (нині місто Волгоград, РФ), де був заарештований на 9 місяців. Після втечі із ув'язнення переїхав до Саратова (нині місто в РФ), потім — до Москви.
1917 року повернувся до Києва, став членом Київського комітету РСДРП(б), обраний керівником більшовицької фракції та заступником голови Київської ради робітничих депутатів. Брав участь у VII Всеросійській конференції РСДРП(б) у квітні 1917. Активний учасник Жовтневого перевороту у Петрограді 1917, на Другому Всеросійському з'їзді рад (жовтень 1917) обраний членом ЦВК Росії. Брав участь у захопленні влади більшовиками в Москві 1917, Київському (січневому) збройному повстанні 1918 року.
З березня 1918 року — член колегії Народного секретаріату внутрішніх справ Української СРР, голова Всеукраїнського революційного комітету в справі боротьби із контрреволюцією, який до створення ВУЧК здійснював репресії проти супротивників більшовиків. Після входження на територію України німецьких та австро-угорських військ — голова Всеукраїнського тимчасового комітету Робітничої комуністичної партії (у липні 1918). Брав участь у створенні КП(б)У, на I з'їзді КП(б)У обраний до ЦК цієї партії. Секретар Київського підпільного обласного бюро КП(б)У (липень — жовтень 1918), член Київського підпільного обласного бюро КП(б)У (жовтень 1918 — лютий 1919). У серпні 1919 року був головою Київського губернського комітету КП(б)У.
У 1919—1920 роках — на політичній і господарській роботі у Червоній армії: начальник постачання 12-ї армії.
Від липня 1920 до жовтня 1922 року — голова Київської губернської ради народного господарства (раднаргоспу).
У 1922—1923 роках — відповідальний секретар Одеського губернського комітету КП(б)У.
У липні 1923 — 1924 року — голова виконавчого комітету Астраханської губернської ради.
У листопаді 1924 — листопаді 1925 року — голова виконавчого комітету Томської губернської ради.
У листопаді 1925 — 1927 року — відповідальний секретар Томського окружного комітету ВКП(б).
У 1927—1930 роках — заступник голови Центральної Контрольної комісії КП(б)У — заступник народного комісара робітничо-селянської інспекції Української СРР.
25 грудня 1930 — 9 лютого 1932 року — народний комісар постачання Української СРР.
У лютому 1932 — 11 лютого 1933 року — 1-й секретар Одеського обласного комітету КП(б)У. У грудні 1932 року наразився на різку критику Лазаря Кагановича, який очолював надзвичайну хлібозаготівельну комісію, що організувала вивіз збіжжя з голодуючої України.
У березні 1933 — 2 жовтня 1934 року — 2-й секретар Середньоазіатського бюро ЦК ВКП(б).
У 1934—1937 роках — заступник голови Центральної спілки споживчих товариств (Центроспілки) СРСР.
15 жовтня 1937 року заарештований органами НКВС. Засуджений Воєнною колегією Верховного суду СРСР 12 січня 1938 року до страти, розстріляний 20 січня 1938 року. Похований на полігоні «Комунарка» біля Москви.
2 червня 1956 року посмертно реабілітований.

## Праці
- Майоров М. З історії революційної боротьби на Україні, 1914—1919. — X., 1928.
- Майоров М. Повість днів минулих. — Х. : Пролетарий, Б.р. — 194 с.